# Simul iustus et peccator
Simul iustus et peccator (latin ’på samma gång rättfärdig och syndare’) är ett uttryck som myntades av Martin Luther för att beskriva förhållandet mellan människans rättfärdiggörelse och synd.
Den kristna människan är, enligt Luther, aldrig här på jorden icke-syndare. Hon blir inte heller efter hand mindre syndig och mera rättfärdig. Den kristna människan är samtidigt helt och hållet syndare och värd att förkastas från Guds ansikte och helt och hållet rättfärdig, inte för att hon är värd det utan därför att hon är rättfärdiggjord i Kristus.